# (73944) 1997 SG24
(73944) 1997 SG24 – planetoida z pasa głównego asteroid okrążająca Słońce w ciągu 5,36 lat w średniej odległości 3,06 j.a. Odkryta 30 września 1997 roku.